# 唐沢富太郎
唐澤 富太郎（からさわ とみたろう、1911年4月7日 - 2004年8月11日）は、日本の教育学者、東京教育大学名誉教授。日本教育史を研究。

## 略歴
新潟県出身。東京文理科大学卒。奈良女子高等師範学校（現・奈良女子大学）教授、東京高等師範学校教授、1949年（昭和24年）に東京教育大学教授。1953年（昭和28年）「中世初期仏教々育思想の研究」で東京教育大文学博士。定年退職後、日本女子大学教授。1980年（昭和55年）に日本女子大退職。1993年（平成5年）、教育史の資料を展示した「唐澤博物館」を自宅敷地内（東京都練馬区豊玉北）に開設。
新潟県出雲崎で尋常小学校・尋常高等小学校時代を送る。成績は優秀で「操行並びに学業優秀に付きこれを賞す」の賞状が残されている。14歳で単身上京、豊島師範から東京高師、東京文理大と、師範教育の殿堂で研究に没頭した。戦前はドイツ哲学を学んだ。奈良女高師教授時代には学問場として栄えた古寺を訪ね、法相宗薬師寺の管主橋本凝胤の教えを、当時凝胤の弟子である高田好胤とともに受けた。
学位論文は中世仏教教育をテーマに道元・親鸞・日蓮を研究した。学んだ仏教観は研究対象として終わるだけでなく、生き方にも大きな影響を与えた。永平寺で座禅を組み道元の思想を体感したことがあり、食事・睡眠・排泄まで「日々の生活が則修行」とする生き方は、研究に向かう姿勢に反映した。研究生活には盆も正月も休みもなく、365日が仕事の日々だった。唐の時代の禅僧百丈懐海（ひゃくじょうえかい）の言葉「一日不作一日不食」を筆で大書し、仕事部屋に掲げていた。
1949年（昭和24年）に東京教育大学に戻り、日本教育史を担当する。1955年（昭和30年）から1956年（昭和31年）にかけて、『学生の歴史』『教師の歴史』『教科書の歴史』から成る「近代教育史三部作」を出版した。その後世界の教科書に目を向け、54ヵ国の教科書を集めて1961年（昭和36年）に『教科書から見た世界の教育』を発刊する。この世界の教科書研究が注目され、1962年（昭和37年）にユネスコに招かれてドイツで講演を行い、また欧米16ヵ国の教育の現状を視察した。
教科書研究で一段落付いたところで、教育制度や法令といった旧来の子ども不在の教育史から離れ、現実にその時代を生き教育を受けた側である子どもに視点を取った教育の実態に迫ろうとした｡どんな教材で学び、どんな道具で筆記し、どんな作品を作ったのか。子どもはどう評価されていたのか。家庭ではどんな手伝いをし、どんなおもちゃで遊び、どんな躾を受けたのか。子どもを取り巻く学校、家庭、社会生活にかかわる実物資料を通して、教育の実態に迫る試みだった。そのため、江戸時代の寺子屋から、戦後の墨塗り教科書などに至る100年あまりの子どもの生活文化資料を収集することになった。その数は数万点に及んだ。その一部、7000点余りが唐澤博物館に展示されている（見学は予約制）。
1983年（昭和58年）、勲三等旭日中綬章受章。

## 著書
- 『親鸞の人間観・教育観』第一書房 1942
- 『親鸞・道元・日蓮』文教書院 1943 日本教育先哲叢書
- 『人間形成の宗教的基礎としての愛の哲学』奈良協同印刷出版部 1946
- 『ナトルプの社会教育学』黎明書房 1949
- 『人間性・運命・宗教』黎明書房 1949
- 『日本教育史』誠文堂新光社 1953 教職教養シリーズ
- 『中世初期仏教教育思想の研究 特に一乗思想とその伝統に於いて』東洋館出版社 1954
- 『学生の歴史 学生生活の社会史的考察』創文社 1955
- 『教師の歴史 教師の生活と倫理』創文社 1955
- 『教科書の歴史 教科書と日本人の形成』創文社 1956
- 『日本人の履歴書 三代の人間形成図』読売新聞社 1957
- 『新しい道徳教育の創造 豊かな人間性に即して』東洋館出版社 1958
- 『日本の女子学生 三代女子学生の青春譜』講談社ミリオン・ブックス 1958
- 『目で見る世界の教科書』好学社 1958
- 『現代に生きる教育の叡智 人間の再発見』東洋館出版社 1959
- 『教科書から見た世界の教育』全3 中央公論社 1961-1963
- 『親鸞の世界 親鸞の宗教的人間像』法蔵館 1961
- 『あすの日本人 期待される人間像』1964 日経新書
- 『世界教育風土記 見てきたヨーロッパ・アメリカの教育』講談社 1964
- 『日本から見た世界の教育 教科書と人間像』東洋館出版社 1964
- 『理想の人間像 各国の教科書にみる』1964 中公新書
- 『おかあさんの知恵 家庭教育への提言』国土社・新書 1965
- 『親鸞』牧書店 1965 世界思想家全書
- 『日本人の叡知』実業之日本社 1966 実日新書カルチュア
- 『図説近代百年の教育』国土社 1967 のち日本図書センターより復刊
- 『日本人の履歴書 明治100年の人間形成』読売新聞社 1967
- 『近代日本教育史』誠文堂新光社 1968 新・教職教養シリーズ
- 『図説明治百年の児童史』講談社 1968 のち日本図書センターより復刊
- 『日本教育史 近代以前』誠文堂新光社 1968 新・教職教養シリーズ
- 『明治百年の教育 寺小屋から六三制まで』日本経済新聞社・新書 1968
- 『執念 私と教育資料の収集』講談社 1970
- 『現代教育の課題』勁草書房 1971
- 『宗教のなかの人生』法蔵館 1971
- 『親鸞の世界』法蔵館 1971
- 『創造的人生のすすめ』PHP研究所 1972
- 『教育の心を求めて』第三文明社 1973
- 『仏教的人間像の探究 中世仏教教育思想の研究』東洋館出版社 1973
- 『貢進生 幕末維新期のエリート』ぎょうせい 1974
- 『教育的真実の探究 一研究者の自伝的回想』ぎょうせい 1975
- 『教育博物館』ぎょうせい 1977
- 『これからの教育と人間像』木耳社 1978
- 『道徳教育原論』協同出版 1978
- 『女子学生の歴史』木耳社 1979
- 『唐沢富太郎著作集』全10巻 ぎょうせい 1989-1992
- 『日本人の死生観』玉川大学出版部 1991
- 『無位の真人良寛』教育出版センター 1991
- 『学校週五日制時代の女性教師 成瀬仁蔵の教育理念に学ぶ』東京法令出版 1997

## 共著
- 『日本人と教育』平井信義,祖父江孝男共著 帝国地方行政学会 1974
- 『教育学研究全集 2 日本の近代化と教育』編著 第一法規出版 1976
- 『明治初期教育稀覯書集成』第1-3輯 編集 雄松堂書店 1980-1982
- 『図説教育人物事典 日本教育史のなかの教育者群像』編著 ぎょうせい 1984

## 参考資料
- デジタル版日本人名大辞典:
- 唐澤富太郎略歴・主要著書・英文発表論文 (唐澤富太郎教授定年御退任記念号) 人間研究 1980-03